# Anna Kwitniewska
Anna Kwitniewska (ur. 14 marca 1979 w Gdyni) – polska zawodniczka uprawiająca gimnastykę artystyczną, olimpijka z Atlanty 1996.
Zawodniczka klubu MDK Gdynia. Wielokrotna mistrzyni Polski w wieloboju w latach 1995-2000.
Uczestniczka mistrzostw świata w:
- Berlinie (1997) - 21. miejsce w wieloboju indywidualnym[2],
- Osace (1999) - 15. miejsce w wieloboju indywidualnym[3].

Uczestniczka mistrzostw Europy w:
- Salonikach (1994) - 39. miejsce w wieloboju indywidualnym i 14. w wieloboju drużynowym[4],
- Oslo (1996) - 17. miejsce w wieloboju indywidualnym i 15. w wieloboju drużynowym[5],
- Patras (1997) - 12. miejsce w wieloboju indywidualnym[6],
- Porto (1998) - 8. miejsce w ćwiczeniach z obręczą, 14. miejsce w wieloboju indywidualnym i 9. miejsce w wieloboju drużynowym[7],
- Budapeszcie (1999) - 13. miejsce w wieloboju indywidualnym[8],
- Saragossie (2000) - 15. miejsce w wieloboju indywidualnym[9].

Na igrzyskach w Atlancie zajęła 27. miejsce w wieloboju.